# Erythrodiplax
Die Libellengattung Erythrodiplax stellt eine der größten in der Neotropis dar. Sie ist Teil der Familie der Segellibellen. Das Verbreitungsgebiet der Arten erstreckt sich im Norden über die südlichen Bundesstaaten der USA und an der Ostküste sogar bis ins südliche Kanada. Im Süden reicht es bis in den Süden Chiles und Argentiniens.
Die Gattung wurde 1868 durch Brauer anhand des 1842 durch Rambur beschriebenen Exemplars einer Erythrodiplax corallina, welche bis dahin als Libellula (Diplax) plebeia bekannt war, eingerichtet. Er nahm damals neun weitere Arten in die Gattung auf.

## Merkmale

### Bau der Imago
Die Imagines der Erythrodiplax sind zwischen 20 und 50 Millimeter groß und verglichen mit anderen Libellengattungen kleine bis mittelgroße Tiere. Bei vielen Vertretern sind in der Färbung ausgeprägte Sexualdimorphismen zu beobachten. Allerdings ist hierbei zu beachten, dass die Erscheinung und insbesondere die Farben sich teilweise stark mit dem Alter ändern und daher für eine Bestimmung eher auf andere Charakteristika zurückgegriffen werden muss.
Das Gesicht ist bei jungen Tieren meist blass und wird später leuchtend rot, braun, blau oder schwarz. Selbiges gilt für die Vertices. Die mit kleinen schwarzen Härchen bewachsene Frons ist gerundet und eher schwach ausgebildet. Die breiten Flügel sind entweder durchsichtig oder weisen schwarze, rote, braune oder orange Muster auf. Im Vorderflügel ist bis auf bei einzelnen Tieren der Art Erythrodiplax tenuis die letzte Antenodaladern nicht vollständig. Das Flügelmal (Pterostigma) ist länglich und überragt um die zwei Zellen. Das Abdomen ist auf den Segmenten drei bis sieben bei den ausgefärbten Männchen farbig, bei den Weibchen bleibt es blass. Die Segmente acht bis zehn hingegen sind bei beiden Geschlechtern schwarz.
Zur Unterscheidung der Arten eignen sich aber insbesondere die Geschlechtsteile der Tiere. Allerdings handelt es sich dabei teilweise um minimale Abweichungen, die nur schwer bis gar nicht ohne technische Hilfe festgestellt werden können.

### Bau der Larve
Über die Larven ist allgemein wenig bekannt und nur für 16 Arten gibt es überhaupt eine Beschreibung. Die Larve hat mit Ausnahme des Prothorax einen unbehaarten Körper. Der Kopf ist länger als der Thorax, wobei am Unterkiefer vier Einkerbungen vorhanden sind. Die molare Zahnformel ist (2-4), allerdings stets ohne molaren Damm. Das dritte Segment der Antennen ist das längste. Die paarigen Seitenplatten (Ventrolateralplatten) des elften Hinterleibssegmentes, der so genannte Paraproct, sind von der Seite gesehen glatt.

## Systematik
Der Gattung Erythrodiplax werden 62 rezente Arten zugerechnet (GBIF, Stand 2025):

### Auflistung der beschriebenen Arten
Im Folgenden eine Liste der beschriebenen Arten (GBIF, Stand 2025):
- Erythrodiplax abjecta (Rambur, 1842)
- Erythrodiplax acantha Borror, 1942
- Erythrodiplax amazonica Sjöstedt, 1918
- Erythrodiplax ana Guillermo-Ferreira, Vilela, Del-Claro & Bispo, 2016
- Erythrodiplax anatoidea Borror, 1942
- Erythrodiplax andagoya Borror, 1942
- Erythrodiplax angustipennis Borror, 1942
- Erythrodiplax anomala (Brauer, 1865)
- Erythrodiplax atroterminata Ris, 1911
- Erythrodiplax attenuata (Kirby, 1889)
- Erythrodiplax avittata Borror, 1942
- Erythrodiplax basalis (Kirby, 1897)
- Erythrodiplax basifusca (Calvert, 1895)
- Erythrodiplax berenice (Drury, 1773)
- Erythrodiplax branconensis Sjöstedt, 1929
- Erythrodiplax bromeliicola Westfall, 2000
- Erythrodiplax castanea (Burmeister, 1839)
- Erythrodiplax cauca Borror, 1942
- Erythrodiplax chromoptera Borror, 1942
- Erythrodiplax cleopatra Ris, 1911
- Erythrodiplax clitella Borror, 1942
- Erythrodiplax connata (Burmeister, 1839)
- Erythrodiplax corallina (Brauer, 1865)
- Erythrodiplax diversa (Navás, 1916)
- Erythrodiplax famula (Erichson, 1848)
- Erythrodiplax fervida (Erichson, 1848)
- Erythrodiplax fulva Borror, 1957
- Erythrodiplax funerea (Hagen, 1861)
- Erythrodiplax fusca (Rambur, 1842)
- Erythrodiplax gomesi Santos, 1946
- Erythrodiplax hyalina Förster, 1907
- Erythrodiplax ines Ris, 1911
- Erythrodiplax juliana Ris, 1911
- Erythrodiplax justiniana (Selys, 1857)
- Erythrodiplax kimminsi Borror, 1942
- Erythrodiplax laselva Haber, Wagner & De La Rosa, 2015
- Erythrodiplax latimaculata Ris, 1911
- Erythrodiplax lativittata Borror, 1942
- Erythrodiplax laurentia Borror, 1942
- Erythrodiplax leticia Machado, 1996
- Erythrodiplax longitudinalis (Ris, 1919)
- Erythrodiplax lusca (Rambur, 1842)
- Erythrodiplax luteofrons Santos, 1956
- Erythrodiplax lygaea Ris, 1911
- Erythrodiplax maculosa (Hagen, 1861)
- Erythrodiplax media Borror, 1942
- Erythrodiplax melanica Borror, 1942
- Erythrodiplax melanorubra Borror, 1942
- Erythrodiplax minuscula (Rambur, 1842)
- Erythrodiplax nataliae Del Palacio, Muzón, Juen, Ferreira & Batista, 2020
- Erythrodiplax nigricans (Rambur, 1842)
- Erythrodiplax nivea Borror, 1942
- Erythrodiplax ochracea (Burmeister, 1839)
- Erythrodiplax pallida (Needham, 1904)
- Erythrodiplax paraguayensis (Förster, 1905)
- Erythrodiplax parvimaculata Borror, 1942
- Erythrodiplax solimaea Ris, 1911
- Erythrodiplax tenuis Borror, 1942
- Erythrodiplax transversa Borror, 1957
- Erythrodiplax umbrata (Linnaeus, 1758)
- Erythrodiplax unimaculata (De Geer, 1773)
- Erythrodiplax venusta (Kirby, 1897)

### Innere und Äußere Systematik
Die Gattung Erythrodiplax gehört der Unterfamilie der Sympetrinae an. Manche Forscher gehen davon aus, dass die Gattung paraphyletisch ist. Allerdings wurde dies noch nicht untersucht. Ris und Borror vermuteten beide das Erythrodiplax auf Grund der Ähnlichkeit der Flügeladerung in Verbindung mit den Gattungen Erythemis und Micrathyria steht. Außerdem nahmen sie basierend auf der Ähnlichkeit der vesica spermalis eine Relation zu Rhodopygia und Uracis an. Neuere Untersuchungen von Garrison, von Ellenrieder und Louton legen statt der Verbindung zu Rhodopygia allerdings eher eine zu Ypirangathemis nahe.
In seiner bis heute als Standardwerk der Gattung geltenden Buch A Revision of the Libelluline Genus Erythrodiplax (Odonata) teilte Donald Joyce Borror die Gattung in zwölf Gruppen auf. Im Jahr 1957 fügte Borror in eine weitere Gruppe hinzu, die nur die Art Erythrodiplax transversa enthält. Die Unterscheidung findet hauptsächlich auf Basis der Penisstruktur aber auch einiger anderer Merkmale statt. Im Folgenden wird nur auf gut sichtbare äußere Merkmale eingegangen.

#### castanea-Gruppe
Zur castanea-Gruppe zählen Erythrodiplax amazonica und Erythrodiplax castanea. Vertreter dieser Gruppe kommen im nördlichen Teil Südamerikas sowie dem südlichen Paraguay und Trinidad und Tobago vor. Innerhalb Brasiliens aber auch bis in den Süden des Landes.
Vertreter dieser Gruppe sind uniform bräunlich bis bläulich schwarz. Ihre Flügel sind durchsichtig oder nur leicht bräunlich getönt. Am Ansatz des Hinterflügels befindet sich ein gelblichbrauner Fleck der teilweise auch ins Schwarze tendiert. Die Ausdehnung des Flecks variiert etwas, überschreitet aber nie den Arculus. Auf den Femora des hintersten Beinpaares finden sich acht bis elf Stacheln die mit wachsender Entfernung vom Körper an Länge zunehmen.
Dieser Gruppe am nächsten stehen die Attenuata- und die Unimaculata-Gruppe.

#### attenuata-Gruppe
Die attenuata-Gruppe fasst die vorrangig im Amazonasgebiet verbreiteten Arten Erythrodiplax attenuata, Erythrodiplax solimaea und Erythrodiplax venusta zusammen.
Während die Arten E. attenuata und E. venusta gelblich oder schwarz sind, sind die Individuen der Art E. solimaea bräunlich. Allen gemein ist aber eine markante Musterung. Insbesondere die Flügelmusterung in dieser Gruppe ist sehr variabel. Sie schwankt zwischen einem kleinen Punkt am Ansatz bis zu flügelfüllenden braunen oder schwarzen Bändern. Auf dem Femur der Hinterbeine befinden sich 15 bis 20 kleine Stachel. Nur der letzte Stachel überragt mit der ungefähr dreifachen Länge des vorletzten alle anderen. Am nächsten steht die Gruppe den beiden folgenden Gruppen.

#### longitudinalis-Gruppe
In der longitudinalis-Gruppe finden sich die in Venezuela und im Amazonasgebiet verbreiteten Arten Erythrodiplax anatoidea, Erythrodiplax angustipennis und Erythrodiplax longitudinalis.
Die Tiere dieser Gruppe haben entweder, wie E. longitudinalis ein weißes oder, wie die anderen beiden Arten, ein bläulich schwarzes Gesicht. Die restliche Farbgebung ist gelblich, bräunlich oder bläulich schwarz. Die Musterung ist in dieser Gruppe weniger ausgeprägt als in der Attenuata-Gruppe. Die durchsichtigen oder minimal bräunlichen Flügel haben meist nur einen sehr kleinen oder gar fehlenden Fleck an der Flügelbasis. Gegenüber den anderen Gruppen hebt sich die Basis des Hinterflügels ab. Diese ist stark verschmälert, so dass sich nur noch ein bis zwei Zellreihen zwischen der Analschleife und dem Analrand des Flügels befinden.

#### unimaculata-Gruppe
Die sogenannte unimaculata-Gruppe besteht aus den zehn folgenden im gesamten Verbreitungsgebiet der Gattung vorkommenden Arten: Erythrodiplax berenice, Erythrodiplax corallina, Erythrodiplax fervida, Erythrodiplax kimminsi, Erythrodiplax laurentia, Erythrodiplax leticia, Erythrodiplax lygaea, Erythrodiplax ochracea, Erythrodiplax parvimaculata und Erythrodiplax unimaculata. Die Unimaculata-Gruppe kann als Typus-Gruppe der Gattung angesehen werden, da sie mit E. corallina den Generotyp der Gattung enthält.
Die zehn überwiegend markant gemusterten Arten bewegen sich farblich zwischen einem gelblichen braun bis zu einem bläulichen schwarz. Bis auf die Weibchen von E. berenice, die teilweise gräuliche Flecken am Nodus besitzen, sind die Flügel durchsichtig oder nur leicht bräunlich. Allerdings befindet sich bei allen Arten dieser Gruppe an der Basis ein kleiner, gelblicher oder schwarzer Fleck.

#### famula-Gruppe
Die vier im nördlichen Südamerika vorkommenden Arten der famula-Gruppe sind Erythrodiplax famula, Erythrodiplax fulva, Erythrodiplax latimaculata und Erythrodiplax lativittata.
Wie die Arten der unimaculata-Gruppe sind auch die Vertreter dieser Gruppe gelblich braun bis bläulich schwarz gefärbt. Allerdings ist der basale Flügelfleck insbesondere im Hinterflügel größer. Farblich unterscheidet er sich aber nicht. Der Rest der Flügel ist farblos.

#### umbrata- undfunerea-Gruppe
Die umbrata- und funerea-Gruppen bestehen nur aus einer Art – Erythrodiplax umbrata und Erythrodiplax funerea.
Während sich dabei die Verbreitung von Erythrodiplax funerea auf das südwestliche Nordamerika beschränkt kommt Erythrodiplax umbrata im gesamten Verbreitungsgebiet der Gattung vor.

#### basalis-Gruppe
Eine der größten Gruppen ist mit fünfzehn Vertretern die basalis-Gruppe. Die ihr zugeordneten Arten E. ana, E. andagoya, E. anomala, E. avittata, E. basalis, E. braconensis, E. chromoptera, E. clitella, E. gomesi, E. hyalina, E. luteofrons, E. maculosa, E. nivea, E. pallida und E. tenuis besiedeln bis auf wenige Teile Nordamerikas das gesamte Verbreitungsgebiet der Gattung. Die Libellen sind entweder schwarz mit einem leichten Blauton oder braun und gelb. Die Flügel weisen einen Flecken am Ansatz auf, der sich außer bei E. chromoptera nicht über das Flügeldreieck hinaus ausdehnt. Ein weiteres Merkmal der Gruppe sind die sich auf dem Femuren des hinteren Beinpaares befindlichen zehn bis 15 Stacheln.

#### nigricans-Gruppe
Die im südlichen Südamerika vorkommende Art Erythrodiplax nigricans bildet die nach ihr benannte Artengruppe.

#### connata-Gruppe
Die connata-Gruppe besteht aus dreizehn Arten, die außer im nordöstlichen Teil des Gattungsverbreitungsgebietes überall zu finden sind. Neben Erythrodiplax connata, Erythrodiplax fusca und Erythrodiplax minuscula die heute wieder als eigenständige Arten gelten nachdem Borror sie noch als Unterarten eingestuft hatte, gehören ihr auch Erythrodiplax abjecta, Erythrodiplax atroterminata, Erythrodiplax basifusca – die Borror als Erythrodiplax abjecta einordnete – Erythrodiplax cauca, Erythrodiplax cleopatra, Erythrodiplax ines, Erythrodiplax justiniana, Erythrodiplax media, Erythrodiplax melanorubra und Erythrodiplax paraguayensis an.
Die Arten der connata-Gruppe sind gelbbraun bis dunkelbraun, metallisch blau oder rot gefärbt und sind von der Größe sehr unterschiedlich. Die Flügel sind in dieser Gruppe bis auf einen kleinen gelben oder schwarzen Flecken an Flügelansatz. Die Spitzen der Flügel sind nur bei der Art Erythrodiplax atroterminata leicht getönt. Auf dem Brustkorb (Thorax) findet sich meist ein relativ breiter, dunkler Antehumeralstreifen. Auf den Femora des Hinteren Beinpaares sitzen zehn bis 15 Stacheln die zum Körper hin kürzer werden.

#### juliana-,acantha- undtransversa-Gruppe
Die letzten drei Gruppen bestehen wiederum nur aus einzelnen Arten nach denen sie auch benannt sind. Diese sind Erythrodiplax juliana, Erythrodiplax acantha und Erythrodiplax transversa. Das Verbreitungsgebiet von Erythrodiplax acantha liegt vorrangig in Südbrasilien im Gebiet um São Paulo.

#### Verbleibende Arten
Die verbleibenden drei Arten wurden, wie Erythrodiplax bromeliicola und Erythrodiplax laselva erst später beschrieben oder wurden von Borror, wie die 1916 beschriebene und damals noch als Nadiplax eingeordnete Art Erythrodiplax diversa übersehen. Von letzterer Art wird vermutet, dass sie Synonym zu einer anderen Art ist.

#### Verbreitungsgebiete der einzelnen Artengruppen

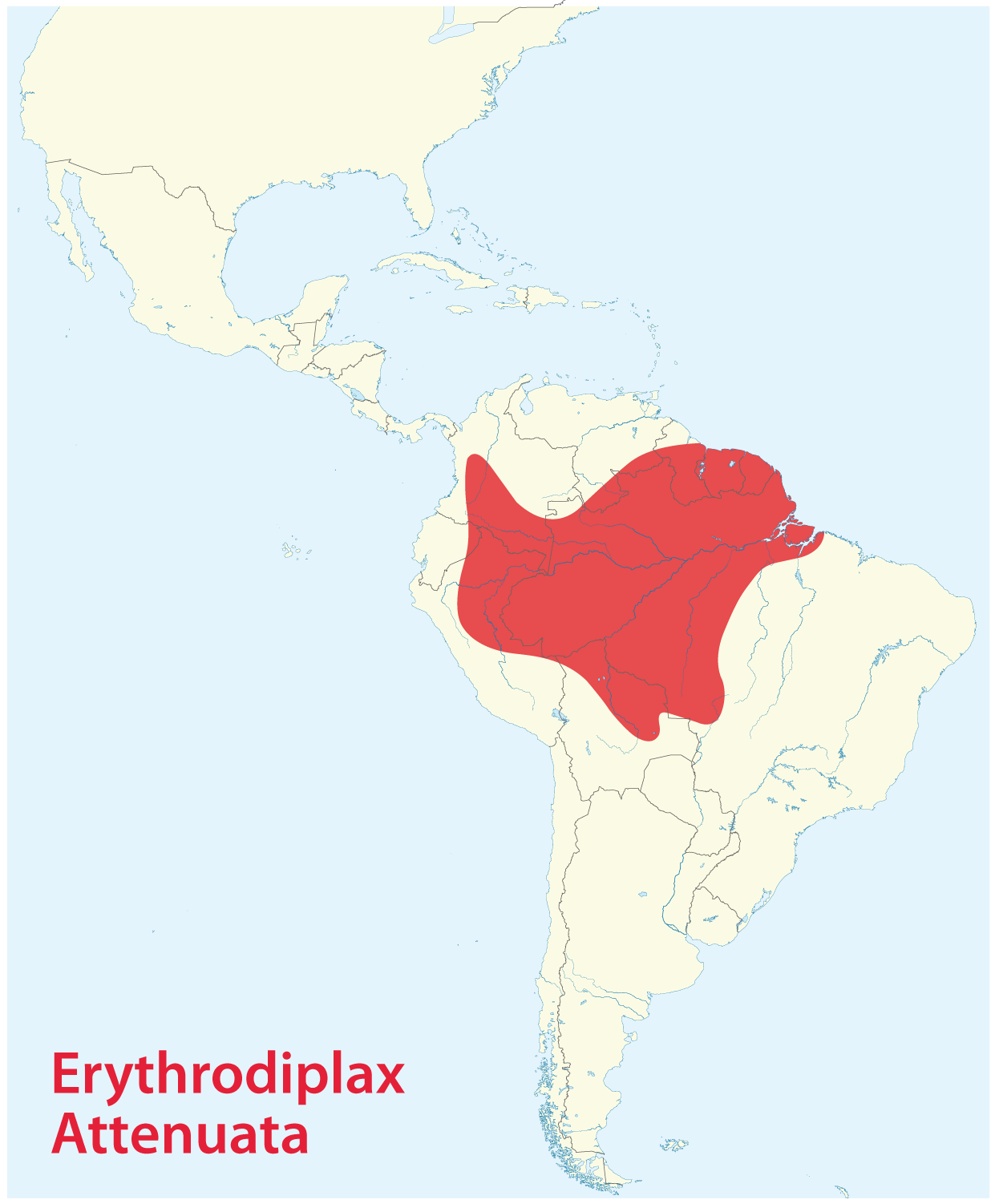
attenuata-Gruppe
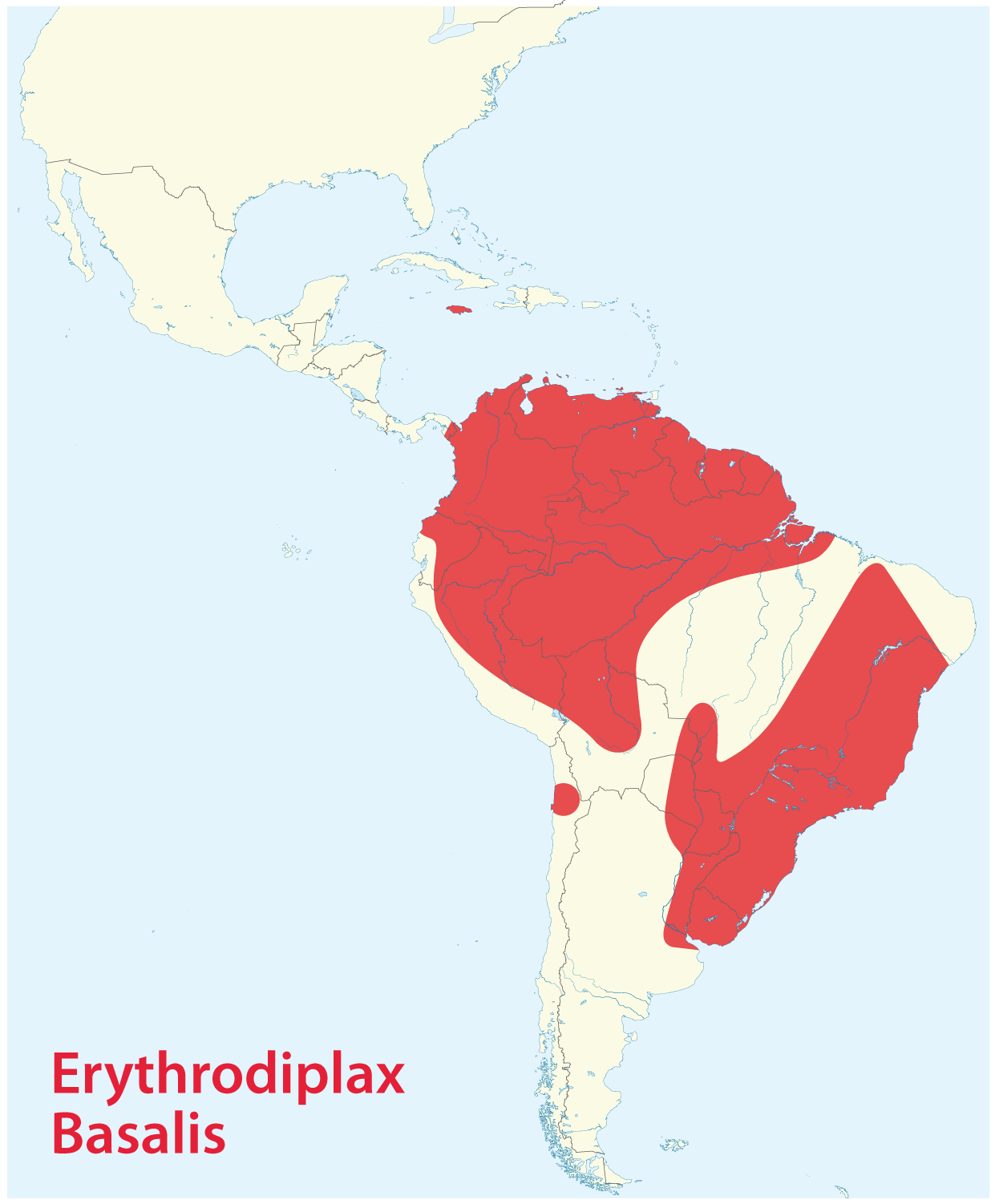
basalis-Gruppe
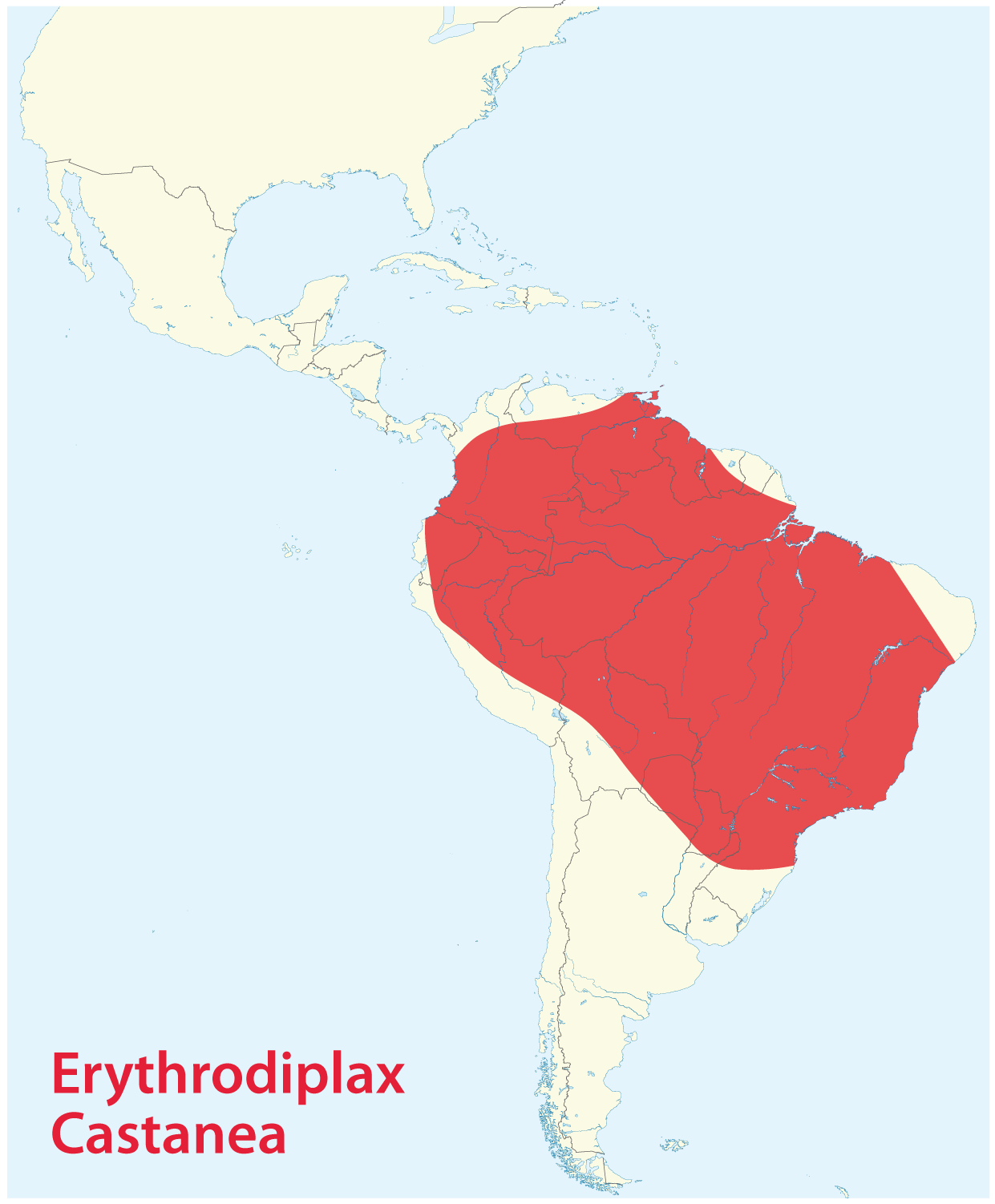
castanea-Gruppe
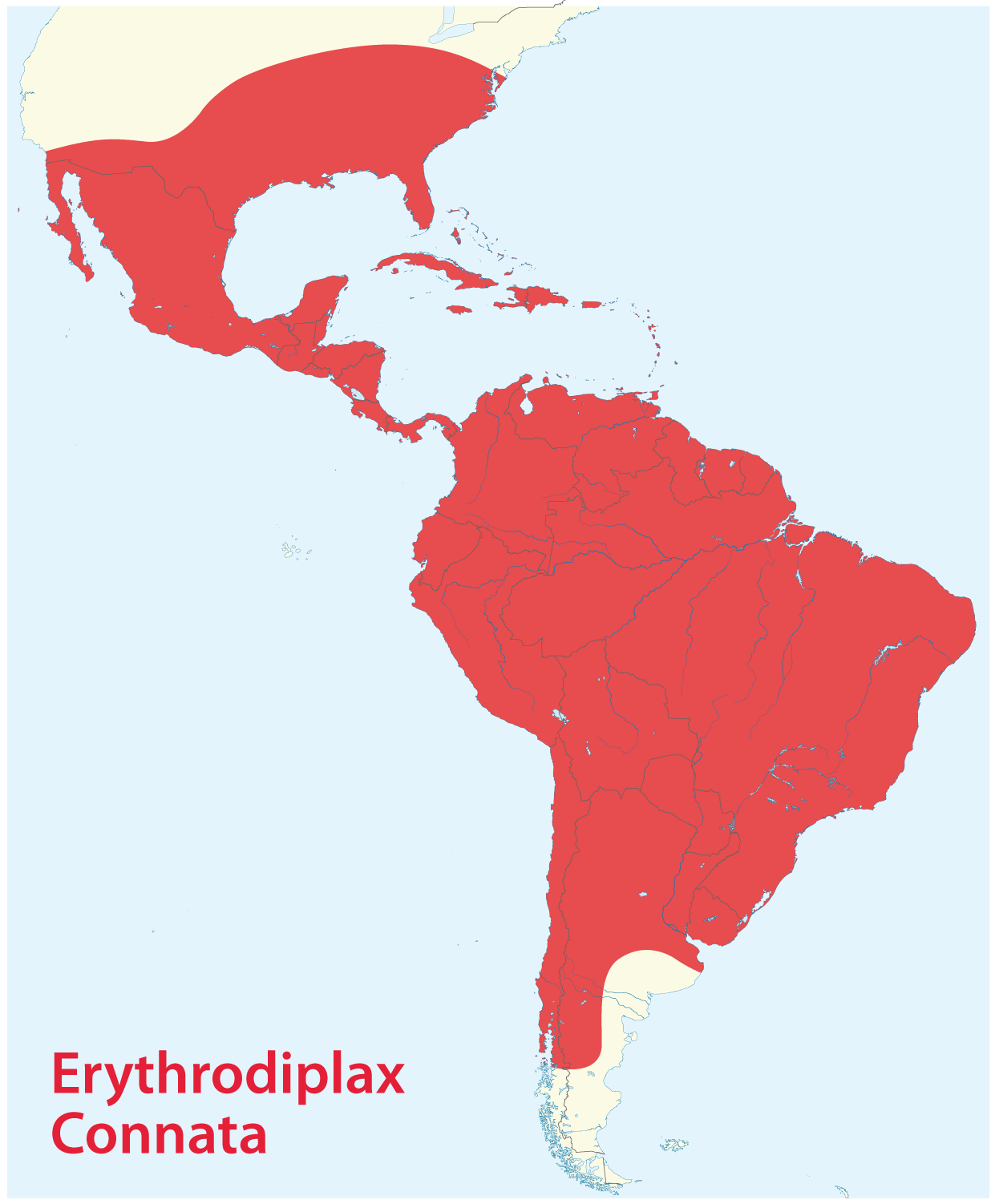
connata-Gruppe
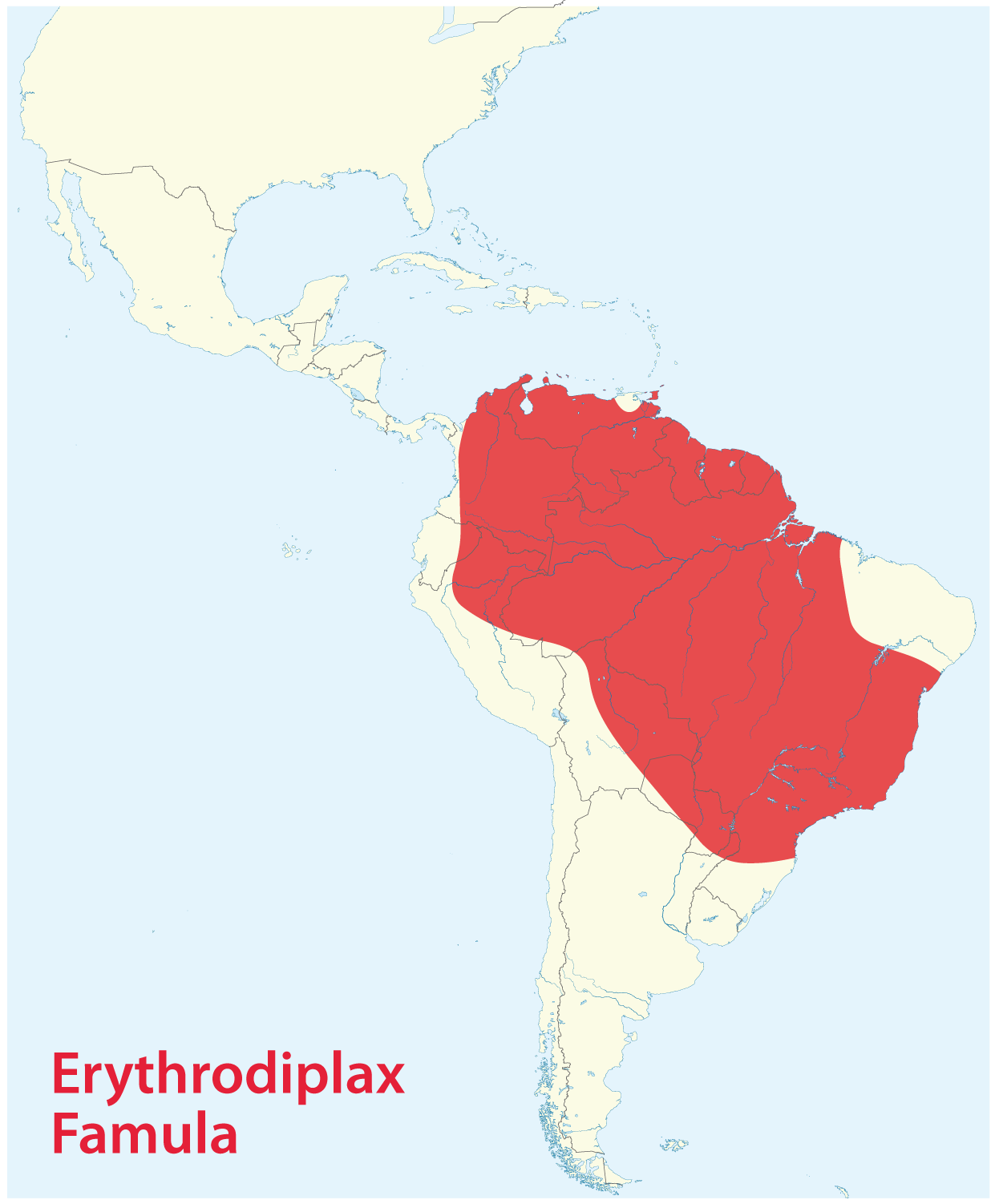
famula-Gruppe
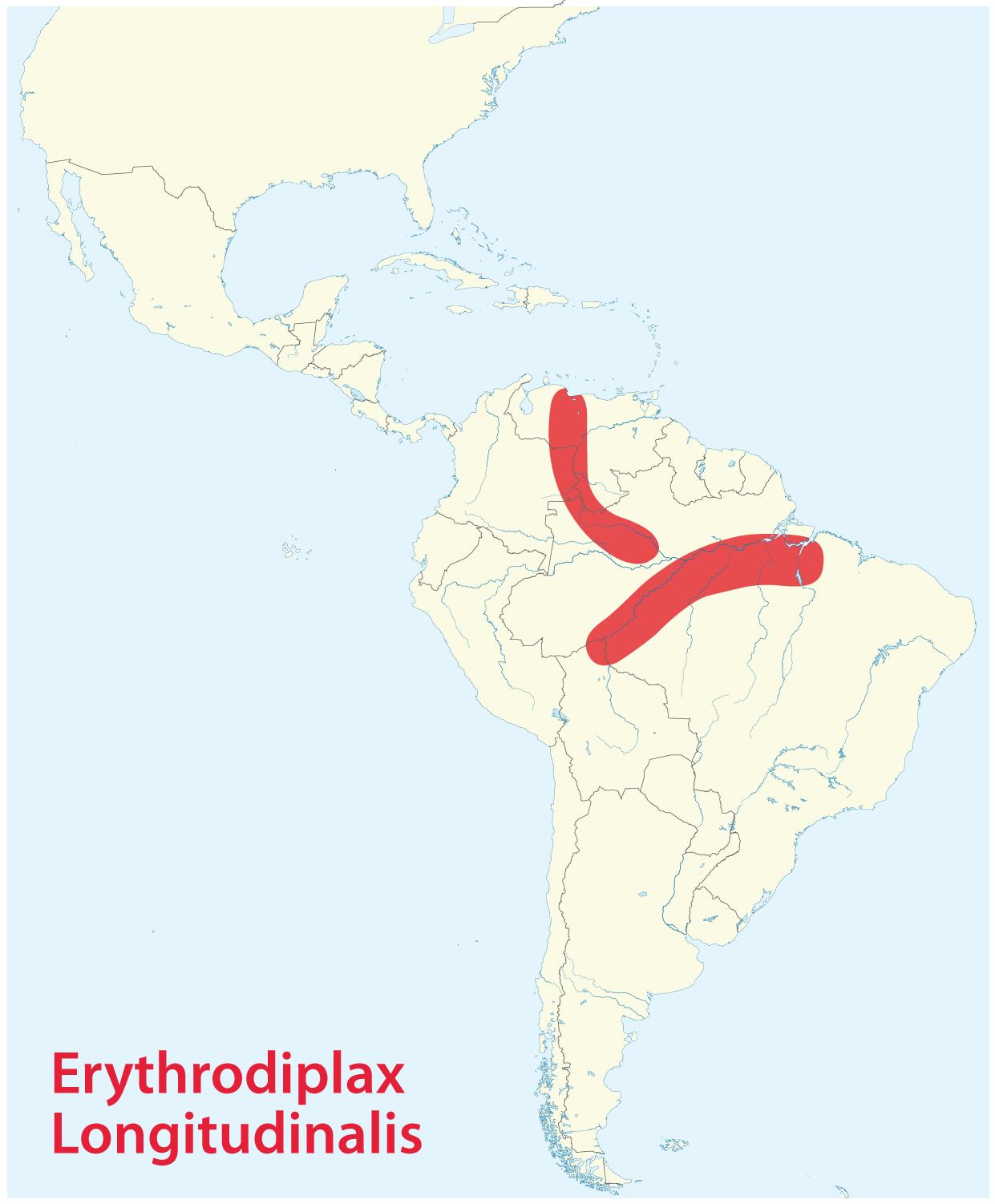
longitudinalis-Gruppe
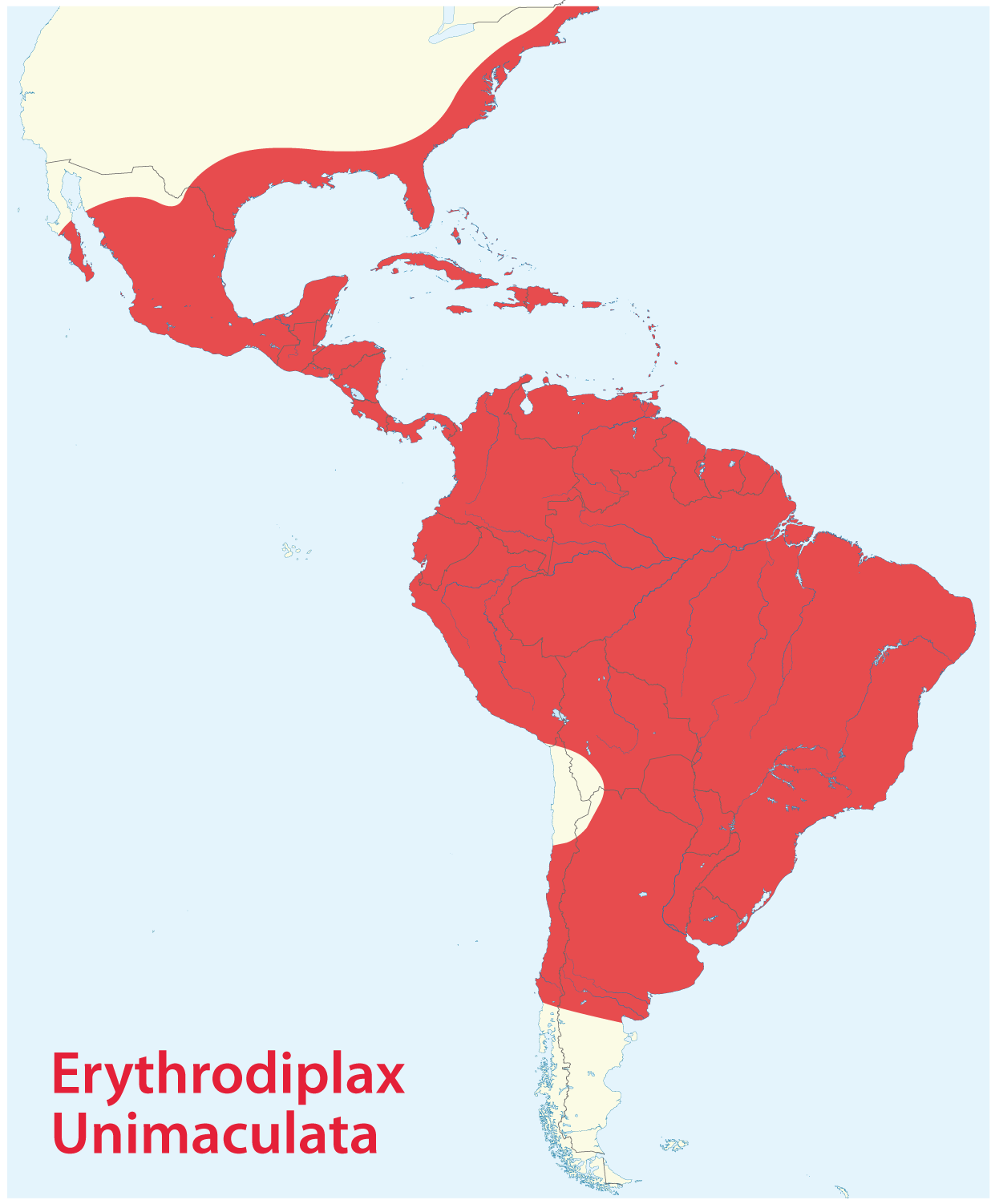
unimaculata-Gruppe